# Neckera sanctae-catharinae
Neckera sanctae-catharinae är en bladmossart som beskrevs av C. Müller 1901. Neckera sanctae-catharinae ingår i släktet fjädermossor, och familjen Neckeraceae. Inga underarter finns listade i Catalogue of Life.